# Næstveds kommun
Næstveds kommun  är en kommun i Region Själland i södra delen av Själland i Danmark. 2007 slogs följande kommuner samman med Næstveds kommun:
- Fuglebjergs kommun
- Fladså kommun
- Holmegaards kommun
- Suså kommun

Kommunens centralort är staden Næstved. Landarealen är 681 km² och invånarantalet 80 133 (2007).
Före kommunsammanslagningen tillhörde Næstveds kommun Storstrøms amt. Kommunen hade 47 422 invånare (2003) och en yta på 199,84 km².